# 甘蔗仁介殼蟲
甘蔗仁介殼蟲（学名：Aclerda takahashii）为仁介殼蟲科仁介殼蟲屬下的一个种。